# Universitat Eben-Ezer de Minembwe
La Universitat Eben-Ezer de Minembwe és una universitat de la República Democràtica del Congo fundada el 2011 i dirigida per R. Lazare Sebitereko. És l'única universitat a l'àrea i se centra en els estudis empresarials, el desenvolupament i l'ensenyament d'habilitats. La seva missió principal és el desenvolupament sostenible de la comunitat i dona prioritat a la formació de la joventut rural. La Universitat ha estat recentment associat amb la Universitat de Cornell, que ajuda a proporcionar dos cursos a la universitat.